# エドウィン・ハリス・コルバート
エドウィン・ハリス・コルバート（Edwin Harris Colbert, 1905年9月28日 - 2001年11月15日）は、アイオワ州クラリンダ生まれの古脊椎動物学者であり、多くの研究と著作で知られる。ネブラスカ大学で学士号、コロンビア大学で修士号および博士号を取得している。
コルバートはアメリカ自然史博物館の古脊椎動物学部門のキュレーター、およびコロンビア大学の古脊椎動物学の名誉教授の地位にあった。 ヘンリー・フェアフィールド・オズボーンの友人であり、恐竜学における最高権威であった。コルバートは何十もの新しい分類群について記述し、主要な系統についてのレビューを発表した。この中にはニューメキシコ州ゴーストランチにおける三畳紀の小型恐竜コエロフィシスの発見と記載や角竜類の系統発生についてのレビューも含まれる。 また、コルバートは後にエフィギア・オケエフェアエとして命名・分類された化石爬虫類も発見した。
恐竜、古生物学、および層位学におけるコルバートの人気と彼の教科書は、この分野の科学者と熱心なアマチュア研究家の一世代に広まり、南極大陸でのフィールドワークは大陸移動説が確固たる承認を受けるのに助力した。コルバートは科学の分野での多くの業績を記念し、非常に多数の賞と表彰を受けていた。